# 城内康光
城内 康光（きうち やすみつ、1934年〈昭和9年〉12月5日 - ）は、日本の警察官僚。第15代警察庁長官。日本会議代表委員。長男は現衆議院議員の城内実。

## 略歴
- 昭和28年（1953年）3月 静岡県立浜松西高等学校卒業。
- 昭和33年（1958年）
  - 3月 東京大学法学部卒業。
  - 4月 警察庁入庁。
- 昭和38年（1963年）8月 広島県警察本部刑事部捜査第二課長。
- 昭和40年（1965年）8月 警務局人事課。
- 昭和42年（1967年）9月 警察庁警備局警備課。
- 昭和45年（1970年）10月 警察庁警備局外事課（外務省研修所）。
- 昭和46年（1971年）4月 在ドイツ連邦共和国（西ドイツ）日本国大使館一等書記官・参事官。
- 昭和50年（1975年）
  - 8月 警察庁警備局付。
  - 9月 兵庫県警察本部刑事部長。
- 昭和52年（1977年）2月 警察庁警備局外事課長。
- 昭和54年（1979年）2月 警察庁長官官房会計課長。
- 昭和57年（1982年）2月 群馬県警察本部長。
- 昭和59年（1984年）2月 警察庁警務局人事課長。
- 昭和60年（1985年）8月 警視庁公安部長。
- 昭和63年（1988年）1月 警察庁警備局長。
- 平成2年（1990年）
  - 11月 警察庁警務局長。
  - 12月 警察庁次長。
- 平成4年（1992年）9月 警察庁長官。
- 平成6年（1994年） 退官、警察庁顧問、農林中央金庫顧問。
- 平成7年（1995年） 在ギリシャ日本国大使館特命全権大使。
- 平成10年（1998年） FEC国際親善協会（現：民間外交推進協会）代表相談役。
- 平成11年（1999年） FEC国際親善協会副会長。
- 平成13年（2001年） 東京三菱銀行顧問。
- 平成22年（2010年） 瑞宝重光章受章。

## 参考
- 日本警察官僚総合名鑑 - 2005年発行

| スタブアイコン | サブスタブ | この項目は、まだ閲覧者の調べものの参照としては役立たない、人物に関連した書きかけの項目です。この項目を加筆・訂正などしてくださる協力者を求めています（P:人物伝/PJ:人物伝）。 |